# Закон Јеркс-Додсона
Јеркс-Додсонов закон је емпиријски однос између притиска и учинка, који су првобитно развили психолози Роберт М. Јеркс и Џон Дилингем Додсон 1908. године. Закон налаже да се учинак повећава са физиолошким или менталним узбуђењем, али само до одређене тачке. Када нивои узбуђења постану превисоки, перформансе се смањују. Процес се често графички илуструје као крива у облику звона која се повећава, а затим смањује са вишим нивоима узбуђења. Оригинални рад (студија о јапанским мишевима који плешу) је референциран само десет пута у наредних пола века, али у четири цитирана чланка ови налази су описани као психолошки „закон“.

## Алтернативни модели
Друге теорије и модели узбуђења не потврђују Хебову или Јеркс-Додсонову криву. Широко подржана теорија оптималног протока представља мање поједностављено разумевање узбуђења и подударања нивоа вештине. Теорија преокрета активно се супротставља Јеркс-Додсоновом закону показујући како психа функционише на принципу бистабилности, а не на хомеостази.

## Однос према глукокортикоидима
Преглед ефеката хормона стреса (глукокортикоида, ГЦ) из 2007. године и људске когниције открио је да перформансе памћења у односу на циркулишуће нивое глукокортикоида показују наопаку криву у облику латиничног слова U и аутори су приметили сличност са Јеркс-Додсон кривом. На пример, дуготрајно потенцирање (ЛТП) (процес формирања дуготрајних сећања) је оптимално када су нивои глукокортикоида благо повишени, док се значајно смањење ЛТП примећује након адреналектомије (стање ниске ГЦ) или након примене егзогеног глукокортикоида (висок ГЦ). стање).